# Soldiers Under Command
Soldiers Under Command è il secondo album in studio degli Stryper, pubblicato nel 1985 per la Enigma Records.

## Tracce
1. "Soldiers Under Command" (Michael Sweet, Robert Sweet) – 5:03
2. "Makes Me Wanna Sing" (M. Sweet) – 2:51
3. "Together Forever" (M. Sweet) – 4:03
4. "First Love" (M. Sweet) – 5:43
5. "The Rock That Makes Me Roll" (M. Sweet) – 4:56
6. "Reach Out" (M. Sweet, R. Sweet) – 5:21
7. "(Waiting For) A Love That's Real" (M. Sweet) – 4:36
8. "Together As One" (M. Sweet) – 5:01
9. "Surrender" (M. Sweet) – 4:28
10. "Battle Hymn Of The Republic" (Julia Ward Howe, M. Sweet) – 2:36

### Singoli
- Soldiers Under Command / Together As One
- Reach Out / Together As One

## Formazione
- Michael Sweet - voce, chitarra
- Robert Sweet - batteria
- Tim Gaines - basso, tastiera, voce
- Oz Fox - chitarra, voce

### Altri musicisti
- Christopher Currell - chitarra
- John Van Tongeren - basso, tastiere, pianoforte